# Bétaïne de cocamidopropyle
La bétaïne de cocamidopropyle (Cocamidopropyl betaïne, en nomenclature INCI) est un tensioactif dérivé de l'huile de noix de coco et de la  diméthylaminopropylamine. Elle est utilisée dans de nombreux produits nettoyants, dont les gels douche et shampooings pour ses propriétés peu irritantes en comparaison d'autres agents de surface.
Cependant, sa fabrication utilise un procédé polluant issu de la pétrochimie[réf. nécessaire]. C'est pourquoi depuis 2013, les labels bio (sauf Ecocert) refusent de l'utiliser dans leurs produits.
D'après une étude réalisée par North American Contact Dermatitis Group en 2004, le cocamidopropyl bétaïne a un taux d'allergie de 6% et est déclencheur d'eczéma et autres dermatites.